# رابح بیطاط
رابح بیطاط (عربی: رابح بيطاط؛ زاده ۱۹ دسامبر ۱۹۲۵ – درگذشته ۱۰ آوریل ۲۰۰۰) یک سیاست‌مدار اهل الجزایر بود.